# Nouvel engagement togolais
Le Nouvel engagement togolais (NET) est un parti politique togolais.

## Histoire
Le parti est créé le 28 avril 2012 par le député et ancien officier des forces armées togolaises Gerry Komandega Taama,,.
Le NET s'affilie à la coalition Arc-en-Ciel pour les élections législatives togolaises de 2013 sans pour autant faire liste commune, n'obtenant finalement aucun des 91 sièges à l'Assemblée nationale,. Le NET arrive par la suite troisième aux législatives de 2018, avec trois sièges,,.
Lors de l'élection présidentielle de 2015, Gerry Taama se présente et termine quatrième avec 1,03% des voix sur les cinq candidats présents,.
Lors de l'élection présidentielle de 2020, bien qu'investi par le parti, Gerry Tamaa se désiste 24 heures avant la clôture des inscriptions en invoquant un manque de préparation de l'opposition et la « modicité des intentions » du parti,,.

## Résultats électoraux

### Présidentielle
| Élection | Candidat    | Votes    | %        | Votes   | %       | Résultat |
| Élection | Candidat    | 1er tour | 1er tour | 2d tour | 2d tour | Résultat |
| -------- | ----------- | -------- | -------- | ------- | ------- | -------- |
| 2015     | Gerry Taama | 21 569   | 1,03     | —       | —       | Pas élu  |

### Législatives
| Année | Voix   | %    | Élus   | Rang |
| ----- | ------ | ---- | ------ | ---- |
| 2013  | 14 225 | 0,75 | 0 / 91 | 6e   |
| 2018  | —      | —    | 3 / 91 | 3e   |
| 2024  | —      | —    | 0 / 91 | 6e   |

### Sénatoriales
| Année | Voix | %    | Élus   | Rang |
| ----- | ---- | ---- | ------ | ---- |
| 2025  | 2    | 0,12 | 1 / 41 | 13e  |